# Александровка (Корочанский район)
Александровка — опустевшее село в Корочанском районе Белгородской области России. Входит в состав Новослободского сельского поселения.

## География
Село расположено в срединной части региона, в лесостепной зоне, в пределах Среднерусской возвышенности, вблизи административной границы с Прохоровском районом, в 32 км от районного центра, города Корочи.

### Климат
Климат характеризуется как умеренно континентальный, с относительно мягкой зимой и тёплым продолжительным летом. Среднегодовая температура воздуха — 6 °C. Средняя температура воздуха самого холодного месяца (января) — −8,2 °C; самого тёплого месяца (июля) — 20,1 °C. Безморозный период длится 155 дней. Годовое количество атмосферных осадков составляет 452 мм, из которых 326 мм выпадает в период с апреля по октябрь. Снежный покров держится в течение 102 дней.

## История
В ходе боев в июле 1943 года здесь проходили ожесточенные бои. 305 стрелковая дивизия отразила удары фашистов и не допустила противника в сторону Прохоровки, где состоялось ключевое сражение Курской битвы. 

## Население
| 2002 | 2010 |
| ---- | ---- |
| 0    | →0   |

## Инфраструктура
Братская могила советских солдат.

## Транспорт
Доступна автотранспортом.